# ナシクニン

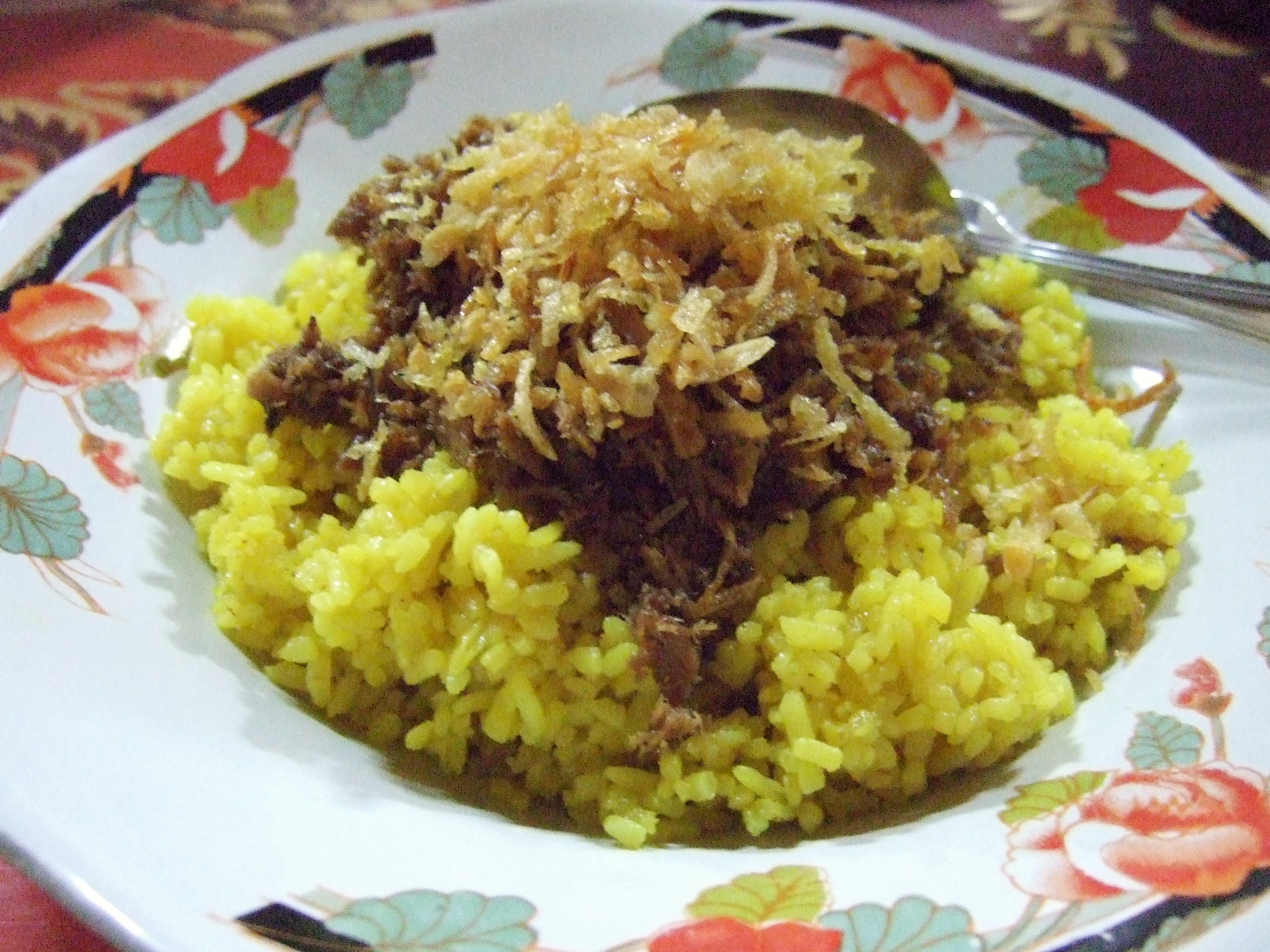
ナシクニン

ナシクニン（インドネシア語 nasi kuning）は、米をウコンとココナッツミルクで炊いたインドネシア料理である。香りづけにコブミカンの葉とレモングラス、パンダンリーフなども加える。ナシクニンとは「黄色いご飯」の意味。白飯のかわりとして普段にも食べられるが、日本の赤飯のような存在であり、祝いごとの際によく作られる。インドネシア文化では黄色は幸運や繁栄を象徴している。
ナシクニンと一緒に食べるおかずは地方によって異なる。特に、ジャワ島では、一般的に錦糸玉子、スルンデン（乾煎りココナッツフレーク）、サンバルゴレン（サンバルで炒めたテンペとジャガイモなど）、アヤムゴレン（フライドチキン）、プルクデル（ジャガイモ揚げ物）、バワンゴレン（フライドオニオン）など、スラウェシ島のマナドではカツオのフレークをトッピングして食べることが多い。ビュッフェ形式でおかず料理を選んでご飯を盛った皿に乗せていくナシチャンプルでも白飯（ナシプティ）以外にナシクニンを選べる店もある。

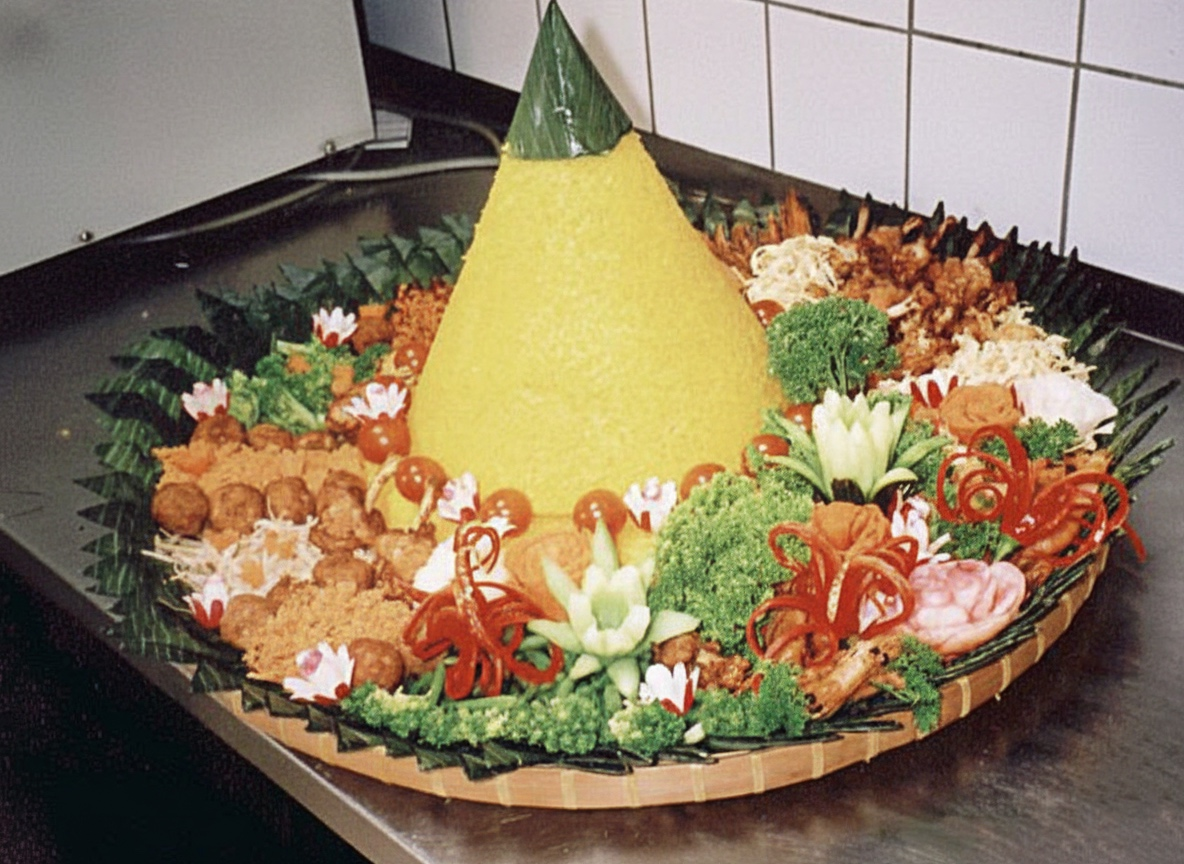
トゥンペン

ナシクニンを円錐形に盛り、回りをおかずで囲むトゥンペン（tumpeng）という盛り付け方がある。これはジャワ島由来で、宗教的に神聖な山（特に火山）を形どり、神への感謝をあらわしたものであるが、現在ではトゥンペンはインドネシアの独立記念日、誕生日パーティ、出産祝い、開店記念、結婚式などおめでたい時に作られている。先端の頂上部はその日の主役が食べる権利があるとされている。
バリヒンドゥー教には四つの神聖な方角があり、それぞれ赤、黒、白、黄で表した。言い伝えによると昔、神様はバリ人に四色のお米を与えようとしたが、その米を運んだ鳥が黄米（古代米）を食べてしまった。僅かに残った米を鳥の巣の近くに植えると、そこからウコンの木が生えてきた。バリ島ではもともと黄米が取れないが、代わりに白いごはんにウコンを混ぜてナシクニンを作るようになった。バリヒンドゥー教の祭日の一つで、送り盆の日であるクニンガンではナシクニンを作り、お供えする。